# Dendrobium wisselense
Dendrobium wisselense är en orkidéart som beskrevs av Phillip James Cribb. Dendrobium wisselense ingår i släktet Dendrobium och familjen orkidéer. Inga underarter finns listade i Catalogue of Life.